# Arts nobles
Pour les articles homonymes, voir Noble art.
Les arts nobles sont une classification des arts qui a évolué au fil du temps mais aussi en fonction des pays.

## Présentation
Pour Cicéron, l'art noble est l'éloquence, c'est-à-dire la manière de s'exprimer et de convaincre. La rhétorique est alors une science et l'art de l'action du discours. Selon Michel Meyer, la rhétorique perd son statut d'art noble au profit de l'histoire et de la poésie au XIXe siècle.
Au XVIIe siècle, les arts nobles désignent l'art militaire, la chasse et la peinture.
Au XVIIIe siècle, les arts nobles se distinguent des arts techniques et des sciences, selon Voltaire. Par ailleurs, les arts nobles désignent les beaux-arts, c'est-à-dire les arts majeurs, ceux dont l'exercice ne déshonore pas. Les arts nobles regroupent aussi les arts libéraux
.
En Allemagne, l'Académie des nobles arts de l'architecture, sculpture et de la peinture, ou Teutsche Academie, se réfère à un dictionnaire de l'art de Joachim von Sandrart publié à la fin du XVIIe siècle.
En Espagne, l'Académie des beaux-arts de San Carlos est créée à l'origine sous le nom de Real Academia de las Tres Nobles Artes de San Carlos. L'enseignement regroupe l'architecture, la sculpture, la peinture, l'imprimerie et la musique.
En Russie, l’Académie impériale des beaux-arts, actuelle Académie russe des beaux-arts, est fondée le 4 novembre 1757, sous l'appellation d'Académie des trois arts nobles : ces trois arts sont les arts libéraux complétés par des cours de dessin, d'anatomie et d'un enseignement général axé essentiellement sur l'étude des langues étrangères.
En Angleterre, le noble art désigne la boxe anglaise.